# 东汉统一战争
东汉统一战争，是东汉建立后，对新朝末年在中国各地建立的自立政权的统一战争。

## 概述
公元23年—24年，东汉建立以前，刘秀在河北平定王郎，建立根据地。建武元年（25年），刘秀与更始政权公开决裂，于河北称帝，建立东汉，夺得更始帝派朱鲔驻守的洛阳。建武二年（26年），渔阳太守彭宠結合匈奴，反对刘秀。建武三年（27年），平定赤眉军，夺得关中。三月，岑彭迫降董訢，击杀邓奉。29年，率军平定梁郡的劉永、琅邪的張步、黎丘的秦丰、漁陽的彭寵。
30年，平定東海的董憲、淮南的李憲。河西窦融归降东汉。此时，只有陇西、巴蜀、九原的卢芳不在东汉的掌控中。建武十年（34年）汉光武帝平定陇西隗纯，結束历时四年的陇西之战。
陇西平定后，劉秀的統一大業僅剩公孙述割据的巴蜀。建武十一年（35年）春，岑彭率军攻克夷陵，入江关（今四川奉节）。六月，来歙率军击败王元诸部，占领河池。35年，来歙与盖延、马成攻克下辨（今甘肃成县西北），乘胜进军，外久，来歙被刺客殺害。北路汉军改由马成指挥。公孙述派人刺杀岑彭，汉军退出武阳。岑彭遇害後，吴汉接替伐蜀。吴汉一開始貪功受挫，不久撤走，与部下刘尚會合。
建武十二年（36年）十一月，吴汉与臧宫会师成都，是月十七日公孙述反击汉军，派延岑出击臧宫，自身則率軍数万攻打吴汉。吴汉大破蜀军，公孙述重伤身亡。延岑举城投降。巴蜀全境歸附。
37年，汉军击败卢芳，卢芳逃入匈奴。东汉成为全国性政权，东汉统一战争最终结束。